# Rio Ituxi
Rio Ituxi är ett vattendrag i Brasilien. Det ligger i den västra delen av landet, 2 100 km nordväst om huvudstaden Brasília.
I omgivningarna runt Rio Ituxi växer i huvudsak städsegrön lövskog. Trakten runt Rio Ituxi är nära nog obefolkad, med mindre än två invånare per kvadratkilometer.